# Весёлый Подол (Полтавская область)
Весёлый Подол (укр. Веселий Поділ) — село,
Веселоподольский сельский совет,
Кременчугский район,
Полтавская область,
Украина.
Код КОАТУУ — 5324581201. Население по переписи 2001 года составляло 1196 человек.
Является административным центром Веселоподольского сельского совета, в который, кроме того, входит село
Панивановка.

## Географическое положение
Село Весёлый Подол находится на правом берегу реки Хорол в месте впадения в неё реки Кривая Руда, выше по течению примыкает село Веремиевка, ниже по течению на расстоянии в 4,5 км расположено село Чаплинцы, на противоположном берегу — село Тройняки, выше по течению реки Кривая Руда примыкает село Панивановка.
Реки в этом месте сильно заболочены.

## История
- В конце XVII века основано как село Родзянки (по фамилии местных землевладельцев).
- Село указано на подробной карте Российской Империи и близлежащих заграничных владений 1816 года  как  Родзянки[2]

## Экономика
- Веселоподолянский сахарный завод, ОАО.
- Веселоподолянское хлебоприёмное предприятие.
- ООО «Семёновское аграрное объединение».

## Объекты социальной сферы
- Школа № 1
- Школа № 2

## Известные люди
- Глебов Леонид Иванович (1827—1893) — поэт и баснописец, родился в селе Веселый Подол.
- Шкарупа Владимир Трофимович — участник Великой Отечественной войны, потерявший обе руки, кавалер ордена Ленина, заведующий клубом[3].

## Достопримечательности
- Братская могила советских воинов.